# Niu Technologies
Niu Technologies (kinesisk: 牛电科技) (NASDAQ: NIU

) er en kinesisk producent af el-køretøjer, som scootere, løbehjul, cykler og motorcykler. De har hovedkvarter i Beijing. Virksomheden blev etableret i 2014 af to tidligere ansatte hos Xiaomi.